# Hermann Urbain
Pour les articles homonymes, voir Urbain.
Hermann Urbain, né en 1746 et décédé en 1816, est un homme politique luxembourgeois.